# 금호석유화학그룹
금호석유화학그룹(錦湖石油化學-)은 대한민국의 준대기업 기업집단이다.

## 계열사
- 금호석유화학: 석유화학, 1970년 설립
- 금호피앤비화학: 석유화학, 1976년 설립, 금호석유화학(78.2%)/신일철화학(21.8%), BPA 생산능력 세계 5위, 페놀 생산능력 세계 9위(2013년 기준)
- 금호폴리켐: 석유화학, 1985년 설립, 금호석유화학(50%)/JSR(50%), EPDM 생산능력 세계 4위(2013년 기준)
- 금호미쓰이화학: 석유화학, 1989년 설립, 금호석유화학(50%)/미쓰이화학(50%), MDI 국내 시장점유율 1위(2012년 기준)
- 금호개발상사: 무역상사, 2000년 설립, 금호피앤비화학(56.25%)/금호알에이시(43.75%), 무역 및 도로관리운영 사업
- 금호티앤엘: 항만운영, 2009년 설립, 금호석유화학(85%)/남해화학(10%)/청해소재(5%), 유연탄 하역/보관/운송 사업
- 코리아에너지발전소: 태양광, 2012년 설립, 금호석유화학(92.57%)/SPV(7.43%)
- 금호리조트: 1989년 설립